# Ole John
Ole John Povlsen (født 15. oktober 1939) er en dansk manuskriptforfatter og filminstruktør.

## Filmografi
- Monument (2007)
- Historien bag kameraet (2006)
- De fem benspænd (2003)
- Frunk (2003)
- Ulykken (2003)
- Taber! (1998)
- Wolfgang (1997)
- Balladen om Holger Danske (1996)
- Blomsterfangen (1996)
- Ord (1994)
- Rejse i det indre univers (1991)
- Den guddommelige vind (1990)
- Songs of Norway (1990)
- Niels Bohr (1985)
- Totem (1985)
- Snehvide - en ballet af Else Knipschildt (1984)
- Poleta (1983)
- Gadeartister i New York (1982)
- 66 scener fra Amerika (1982)
- Step on silence (1981)
- At danse Bournonville (1979)
- Peter Martins - en danser (1979)
- Konservatoriet (1978)
- En bil (1977)
- Når du først er i det (1973)
- Indeni (1973)
- Eftersøgningen (1971)
- Motion picture (1970)
- Frændeløs (1970)
- Kærlighed (1970)
- Rødovrefilmen (1969)
- Dyrehavefilmen (1969)
- Krag-filmen (1969)
- Albert Dam (1969)
- Nær himlen, nær jorden (1968)
- Ofelias blomster (1968)
- Det perfekte menneske (1968)
- Episoder (1968)
- En revolutionær i et velfærdssamfund (1967)
- Episode (1967)
- Det blå billede (1967)
- Magasin (1966)
- Forlovelse (1966)
- Se frem til en tryg tid (1965)
- Stopforbud (1963)